# Johann Philipp Fleischbein von Kleeberg (Politiker, 1637)

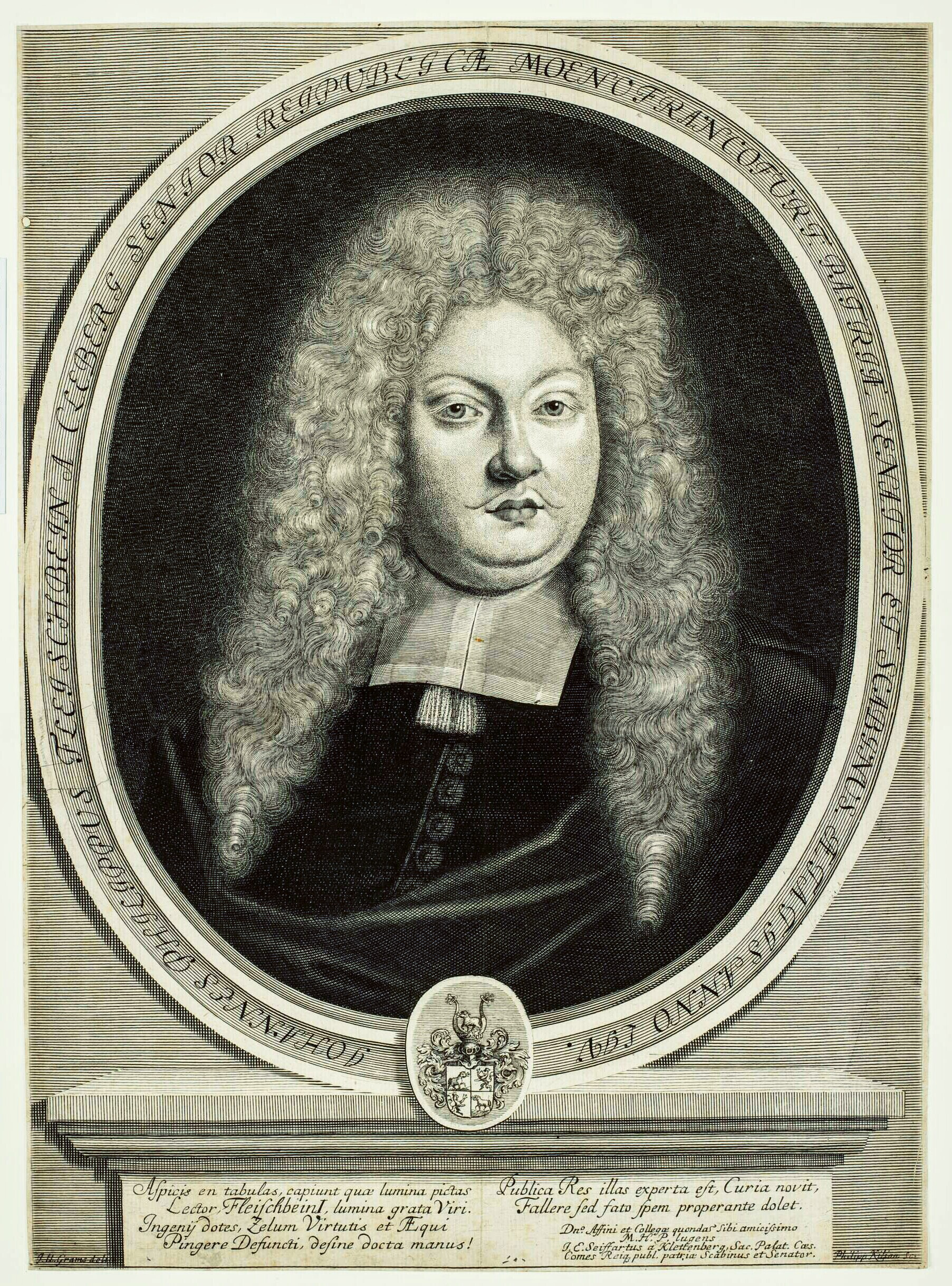
Johann Philipp Fleischbein von Kleeberg der Jüngere

Johann Philipp Fleischbein (der Jüngere, ab 1665 Fleischbein von Kleeberg, * 18. August 1637 in Frankfurt am Main; † 9. April 1691 ebenda) war ein Frankfurter Handelsmann und Politiker.

## Leben

### Herkunft
Er entstammte der Frankfurter Familie Fleischbein, die seit 1589 der Patriziergesellschaft Zum Frauenstein angehörte. Sein Vater war der Kaufmann und Politiker Johann Philipp Fleischbein von Kleeberg der Ältere (1601–1671) und die Mutter Anna Maria geb. Orth, Tochter des Frankfurter Handelsmannes und Patriziers Jeremias Orth.

### Wirken
Von Haus aus Kaufmann, wirkte er in der Reichsstadt Frankfurt als Ratsherr, Schöffe und Jüngerer Bürgermeister.
1676 wurde er mit seinem Bruder Philipp Wilhelm Fleischbein von Kleeberg (1643–1705), ebenfalls Frankfurter Ratsherr und Schöffe, durch kaiserliches Dekret in die adlige Ganerbschaft Alten Limpurg aufgenommen.

### Familie
Er heiratete 1672 Susanna Catharina Stalburg (1656–1730), Tochter des Frankfurter Patriziers Daniel (von) Stalburg (1617–1688), Ratsherrn, Schöffen und Älteren Bürgermeisters, Nachfahren des Claus Stalburg, und der Susanne geb. Ruland (1628–1690). Johann Philipps Ehefrau war eine Schwester des Hans Daniel Stalburg (1650–1693), herzoglich württembergischer Oberrat auf der Adligen Bank und Justizrat in Stuttgart. Durch seine eigene Schwester war Johann Philipp ein Schwager des Frankfurter Patriziers Jacob Bender von Bienenthal.
Johann Philipps gleichnamiger Sohn Johann Philipp Fleischbein von Kleeberg (1675–1724) wurde ebenfalls Frankfurter Schöffe und Ratsherr. Er heiratete Catharina Elisabeth, Tochter des Johann Adolph von Lersner und der Susanna Margarethe von Bodeck.
Der Frankfurter Politiker Philipp Nicolaus von Fleischbein (1637–1698) war ein Cousin.